# Meseda Bagaudinova
 (octobre 2021).
Si vous disposez d'ouvrages ou d'articles de référence ou si vous connaissez des sites web de qualité traitant du thème abordé ici, merci de compléter l'article en donnant les références utiles à sa vérifiabilité et en les liant à la section « Notes et références ».
 (octobre 2021).
Meseda Bagaudinova de son vrai nom Meseda Abdullarisovna Bagaudinova (en russe : Меседа Абдулларисовна Багаудинова) est une chanteuse russe et également ex-membre du groupe VIA Gra (2007-2009). Elle a été remplacée par Nadejda Granovskaya en 2009.

## Biographie
Meseda est née à Grozny dans la république de Tchétchénie en Russie. Son père est d'origine Avars et sa mère ukrainienne-biélorusse. Lorsque Meseda avait neuf ans, la famille déménage à Kislovodsk. Même si elle voulait aller au collège de la musique, sa non-connaissance de la musique et du solfège, l'a forcée à aller dans l'école des arts de Rostov où elle étudie le pop-jazz. Diplômée de Rostov State College of Arts, Département de chant pop-jazz, elle a été soliste dans un groupe appelé "Metchti". En 2005, elle s'inscrit à la Faculté des variétés GITIS.

## Le groupe Metchti
Le groupe Metchti est un trio international. La première apparition publique a eu lieu au début de 2002 : les filles ont été invitées à la fête dans le service de police de Rostov. C'est cette performance qui a permis au groupe Dreams de devenir célèbre. Le groupe a à plusieurs reprises été en tournée dans le sud de la Russie et a également donné des concerts à l'étranger, en Autriche. Au cours de cette période, Meseda a rencontré Tatiana Kotova, future Miss Russie 2006. En 2005, les participantes sont allées étudier à Moscou.

## VIA Gra
Le 1er avril 2007, le groupe VIA Gra est frappé par le départ d'Olga Koryagina. Un casting est alors organisé et Meseda le remporte devenant la nouvelle membre du groupe. En janvier 2009, Meseda Bagaudinova quitte le groupe en raison de retour dans le groupe de Nadejda Granovskaya. Lors de son départ, elle a déclaré : « En réalité, j'ai pris la place de Nadejda. Le groupe a toujours été brune, blonde et brune. Moi et Nadia étant brune, nous ne pouvons pas être dans le groupe ensemble. Nadia, bien sûr, a beaucoup apporté au groupe puisqu'elle y est depuis le premier jour, elle doit donc être respectée. Je ne regrette pas. Je vais bien, que ce soit dans la vie ou dans l'art. Je vais faire un projet solo ». Depuis 2009, Meseda a commencé sa carrière solo.

## Discographie

### VIA Gra
- 2007 : Patselui
- 2008 : Emansipatsiya

## Single / Clip

### VIA Gra
- 2007 : Patselui
- 2008 : Ya niè bayus
- 2008 : My Emancipation
- 2008 : Amerikanskaya Jena